# Satellietkompas
Een satellietkompas is een koersindicator dat voor de volgende systemen gebruikt wordt:
- ARPA
- AIS
- ECDIS
- Sonar
- Automatische piloot

Het kan dus gebruikt worden om op te sturen. Dit kompas verwerkt signalen ontvangen van GPS-satellieten waardoor men gebruikmaakt van het verschil tussen signalen ontvangen door 2 verschillende antennes voor het berekenen van de oriëntatie van het lijnstuk dat de 2 antennes verbindt.

## Principe
De draaggolf van het gps-signaal wordt gebruikt om de koers van het vaartuig te bepalen. Het satellietkompas maakt gebruik van 2 antennes, die elk gekoppeld zijn aan een eigen GPS-ontvanger die geïnstalleerd is in de lengteas van het schip.
Elke gps berekent de afstand en de peiling van zijn antenne ten opzichte van de satelliet.
Deze 3 antennes staan 120° uit elkaar en zijn geïnstalleerd op een tripode of onder een Radome. We gebruiken 5 satellieten voor het berekenen van de gegevens van 3D gps. De eerste 2 satellieten dienen voor de plaatsbepaling. De derde satelliet dient voor het driedimensionale. De vierde satelliet gebruikt men om de klokfout te compenseren en de vijfde satelliet voor het berekenen van de constante.

## Fouten
Het satellietkompas is een specifiek multi-antenne GNSS-ontvanger die, boven op de standaardfuncties, ook de oriëntatie van het schip kan bepalen. Het is duidelijk dat het gedrag van een satellietkompas niet vergelijkbaar is met dat van een gyrokompas of van een magnetisch kompas.
Het signaal is onderhevig aan 3 verschillende storingen:
- ruis
- kleine fouten op lange termijn (afhankelijk van satellietconfiguratie)
- korte maar hevige fouten (tijdens de overgang periode wanneer de satelliet een nieuwe configuratie ontvangen heeft)

Door het plaatsen van bijkomende sensoren werkt men de fouten gedeeltelijk weg.

### Positie antenne
De antenne wordt boven alle scheepsstructuren gehangen, zodat er zich, ongeacht de koers van het schip, geen obstructie kan voordoen tussen de satellieten en de antenne.

## Voordelen
Het satellietkompas:
- wordt niet door de scheepssnelheid en positie beïnvloed.
- heeft geen bewegende delen.
- Heeft geen onderhoud nodig.
- is niet afhankelijk van het aardmagnetisch veld
- heeft een kleine opstarttijd (3-4 minuten)

## Nadelen
Het satellietkompas:
- is afhankelijk van het gps-signaal
- wordt alleen als hulpmiddel aanvaard